# Инга Ская
Инга Ская — победительница конкурса Мисс Вселенная Канады 2007 в Монреале, представляла Канаду на конкурсе Мисс Вселенная 2007.
Инга иммигрировала из России вместе с отцом — популярным в русской эмиграции писателем Леонидом Бердичевским (сыном режиссера Михаила Бердичевского и переводчицы Фриды Каплан) и матерью — театральным художником Викторией Бердичевской.
Сейчас Инга живёт в Торонто, учится в университете Райерсон на факультете социологии и психологии.